# Chacieżyna
Chacieżyna (biał. Хацежына; ros. Хатежино, Chatieżyno) – agromiasteczko na Białorusi, w obwodzie mińskim, w rejonie mińskim, siedziba administracyjna sielsowietu Chacieżyna.